# Список планет вселенной Дюны

Планеты Дюны: Арракис, Каладан, Гьеди Прайм и Кайтайн. Кадр из фильма «Дюна»

Ниже приведен список вымышленных планет из вселенной Дюны, созданной Фрэнком Гербертом.

## Арракис
Арракис (более известная как «Дюна», англ. Arrakis/Dune) — третья планета в системе звезды Канопус. Арракис имеет два спутника. Пятна на поверхности одного из них образуют рисунок, напоминающий силуэт пустынной мыши Муад’Диб, а на втором просматривается картинка, напоминающая кулак. Арракис является планетой-пустыней и домом Фрименов. Позже, при Поле Муад’Дибе Атрейдесе, Арракис становится столицей Империи. Арракис — это единственный источник пряности во вселенной. На поверхности планеты пряность собирают специальные машины — краулеры. Что характерно в наименовании, для Фрименов планета всегда была Дюной, для чужаков была Араккис. Позднее название изменилось на Ракис. Изменение названия символизируют разные эпохи для планеты, от её рассвета до заката, когда на ней уничтожили все живое.

## Гайеди Прайм
Гайеди Прим (также Гьеди Прайм, англ. Giedi Prime) - метрополия дома Харконнен, здесь находится город Харко. Мрачная и тёмная планета средней жизнепригодности, богатая минералами и другими полезными ископаемыми. Гьеди Прайм сильно индустриализованна, а её народ угнетён. На Гайеди Прим узаконнены рабовладение и гладиаторские бои. Позднее она была переименована в Гамму.
Принадлежит (в «Хрониках Дюны», не в реальности) к звёздной системе 36 Змееносца B.

## Икс
Икс (англ. Ix) — девятая (отсюда название по римской записи числа 9 — IX) планета системы Альфы Эридана, известная до Батлерианского Джихада как Комос. До Великого Джихада планета Комос была провинцией своего соседа, планеты Ричеc, которая назначала планетарного управляющего, или «экзарха», чтобы тот властвовал от лица правительства родной планеты.
Во время правления династии Коррино Икс стал промышленным миром, одной из двух планет с высокоразвитой инфраструктурой, которые поставляли большинство устройств всем остальным мирам. Чтобы не портить биосферу планеты, вся промышленность была перенесена в огромные подземные пещеры, где живёт и работает всё население Икса. В главной пещере находится верфь для строительства хайлайнеров Гильдии. Так как корабль не может покинуть пещеру в нормальном пространстве, его оттуда выводит на орбиту Навигатор Гильдии с помощью двигателя Хольцмана. Вторым таким миром был Ричез, находящийся в той же системе. Икс и Ричез достаточно давно являлись конкурентами на рынке технологий, однако после уничтожения сардаукарами космической исследовательской станции над Ричезом, повлекшего ослепление большинства населения планеты, Икс получил бесспорное превосходство.
Иксом издавна правил Дом Верниус, однако после оккупации этого мира Бене Тлейлаксу власть перехватили технократы, отстранившие Бронсо Верниуса, последнего члена Дома, от большинства решений.

## Кайтайн
Кайтайн - метрополия дома Коррино. Планета была выбрана новой столицей Империи после того как Салуса Секундус, прежняя столица, стала практически непригодной для жизни в результате атомной войны. Кайтайн оставалась столицей Империи длительное время, до того как Муад’Диб перенёс столицу на Арракис.
Планета Кайтайн имеет крупные кольца и четыре спутника. Климат Кайтайна стабильно умеренный.

## Каладан
Каладан (англ. Caladan) — третья планета Дельты Павлина. Метрополия дома Атрейдес. Большая часть поверхности планеты покрыта водой, планетарный климат характеризуется обильными осадками и сильными ветрами. Представителя дома Атрейдесов жили на Каладане в течение двадцати шести поколений в древнем Замке Каладан, который был домом Пола Атрейдеса в течение его первых пятнадцати лет жизни.

## Ричеc
Ричеc (англ. Richese) — четвёртая планета системы Альфы Эридана: экваториальный диаметр — 55000 километров; 60 % суши, пресноводные озера 5 %, соленые океаны 35 %. Умеренные размеры полярных ледовых шапок; средняя годовая температура — 18 градусов, средняя температура января — 2 градуса, средняя температура июля — 29 градусов. Планета богата минералами и металлическими рудами; является единственным в семнадцати секторах источником галланиума — вещества, используемого в микроминиатюризации. Планета является производственным центром Икса.
Столица планеты Ричеc: Лугдунум. Население: 2 миллиарда.
Ричеc — это планета, породившая Батлерианский Джихад. Мятежники с Комоса, восставшие против господства своего более индустриализированного соседа, обнаружили на Ричезе общество, созданное самопрограммирующимися и самовоспроизводящимися компьютерами, работающими совместно с парой тысяч техников и ученых. Сочетание характера и интеллекта населения, а также эксперименты по созданию мутантов, по внешнему виду не являющихся человеческими существами, превратили простое восстание в Джихад.
После того, как Батлерианский Джихад оставил Ричеc, планета пустовала в течение двух с половиной веков. В середине второго века Б. Г. переселенцы с Икса (ранее Комоса) начали осваивать ресурсы Ричеса для производства различных технических изделий. В результате соглашения между Иксом и Империей, заключенного во времена правления Саудира I, Икс и Ричеc были изолированы, и стали имперскими поставщиками технологий, который будут использоваться на протяжении более десяти тысячелетий. Вскоре после этого соглашения Ричеc был колонизирован экспедицией с Икса. Население Ричеса постоянно контролируется Иксом, с начала существования Империи и до правления императора Лето II Атрейдеса. Даже сейчас оно не достигает сорока процентов того уровня, который был накануне Батлерианского Джихада.

## Салуза Секундус
Салуза Секундус (сокращение СС)  — третья планета системы Гаммы Рыб. Родной мир дома Коррино, из которого произошёл восемьдесят один паддишах-император, и их вотчинная планета. Являлась столицей Империи, но после Батлерианского Джихада планета была выжжена атомной войной. Позже была превращена Паддишах-императором в планету-тюрьму Императоров Коррино и впоследствии стала основой для подготовки его элитных войск сардаукаров.

## Тлейлаксу

Планета Тлейлаксу. Кадр из фильма Дюна

Тлейлаксу — единственная планета звезды Талим. Тлейлаксу является источником аморальной, но в то же время терпимой технологической продукции, соответствующей требованиям Батлерианского Джихада. Тлейлаксу торговали не только простыми машинами, они также производили искусственных людей, генетически приспособленных для определенных целей.
Бинэ Тлейлаксу (англ. Tleilaxu) — вымышленная раса вселенной «Дюна» Фрэнка Герберта. В основном проживают на родной планете «Тлейлаксу».
Фанатично преданы своей вере, основанной на шариате. Делятся на машейхов (хозяев) и лицеделов (слуг). Всех чужаков называют «повиндах», что приблизительно означает «неверные». Тлейлаксу являются специалистами в области генетики и генной инженерии. Геном считают языком бога.
Тлейлаксу — основные поставщики искусственно выращенных органов. Кроме того, только у Бене Тлейлаксу был опыт создания гхол — людей, выращенных из мертвых клеток (аналог клонирования, однако естъ возможность менять ход процесса, создавая гхол по конкретному заказу). Одна из самых больших тайн Тлейлаксу: как выглядят женщины этого народа. Другой, не менее ревностно охраняемый секрет — аксолотлевые чаны (аксолотль-автоклавы): устройства, с помощью которых мастера Бене Тлейлаксу создают гхол (клонов), предположительно — усовершенствованная и поменянная матка женщины Тлейлаксу. Основное орудие Бене Тлейлаксу = скрытые знания по искусственному выращиванию человекоподобного. Репутация заговорщиков, с которыми нельзя, и даже опасно делатъ дела. Были почти полностью уничтожены Досточтимыми Матронами (остался только один представитель, Мастер Скайтэйл), однако в конце концов сумели восстановиться при помощи Ордена Бинэ Гессерит.

## Уаллах IX
Уаллах IX - планета, на которой подготавливают «гессериток». Вращается вокруг звёзды голубого цвета.

## Чусук
Чусук - планета, известная качеством музыкальных инструментов, изготовляемых на ней. Здесь был изготовлен и бализет Гарни Холлика.

## Остальные планеты
- Бела Тегейзе
- Буззелл
- Гамму (см. Гьеди Прайм)
- Гамонт
- Гинац
- Гларус
- Грумман
- Джунтион
- Дельта Кайсинг III
- Драконис 4
- Дюна (см. Арракис)
- Зановар
- Капитул
- Колхар
- Комос (см. Икс)
- Коррин
- Лампадас
- Ланкивейль
- Тупайле
- Парментиер
- Поритрин
- Ракис (см. Арракис)
- Россак
- Сикун
- Старая Земля
- Хагал
- Хармонтеп
- Эказ